# 迪麗熱巴·迪力木拉提影視作品列表

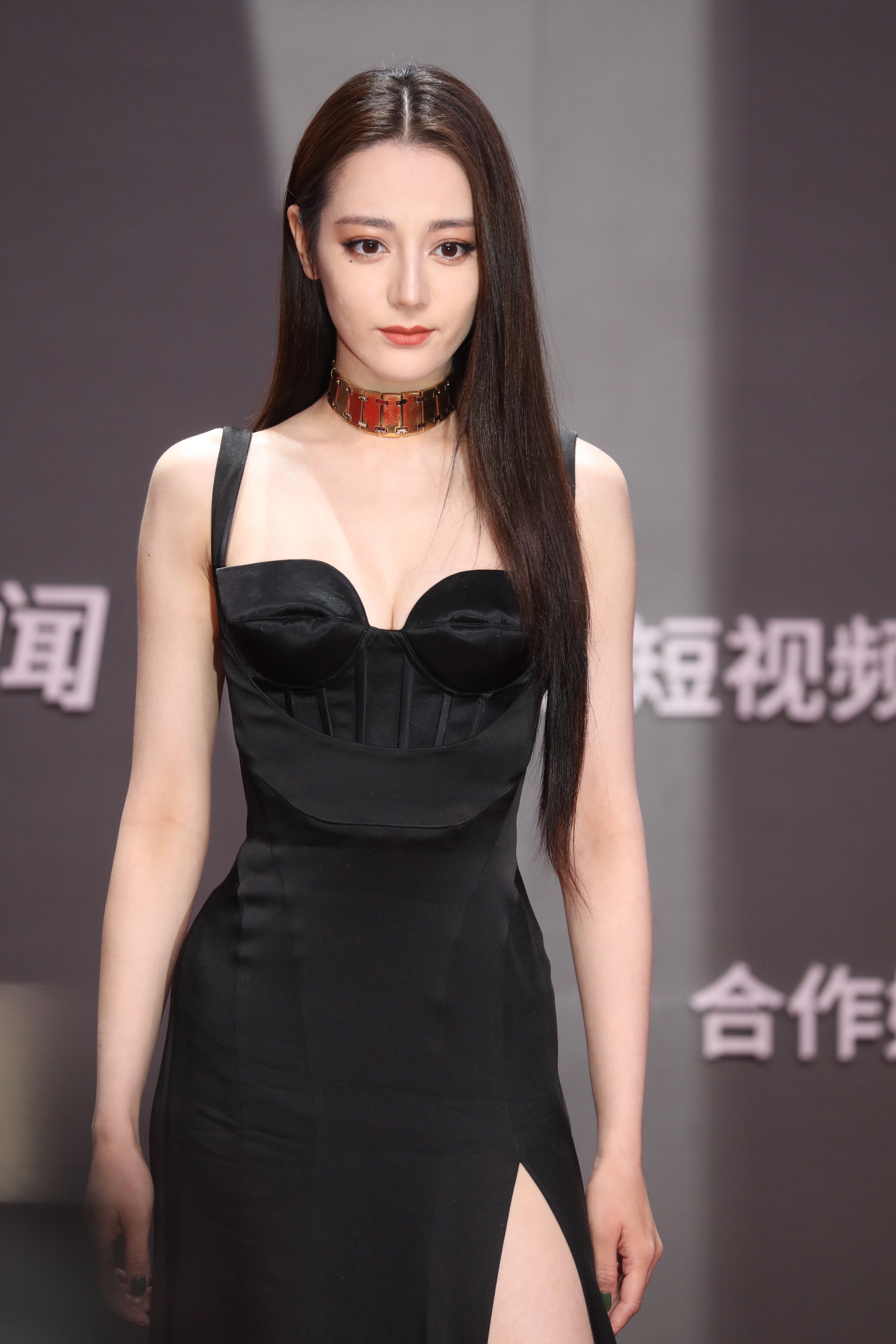
迪麗熱巴

主要列舉中國內地女藝人迪麗熱巴參與演出的晚會演出、主持節目和微電影等。截至今日，迪麗熱巴曾出演23部電視劇作品，5部電影作品，以及5部固定綜藝節目。

## 大型晚會／文藝演出
| 播出年份 | 播出日期 | 播放頻道 | 晚會／活動名稱                             | 表演項目                                   | 合作藝人                                           |
| 2015     | 12月31日 | 央視     | 《啟航2016》                               | 合唱歌曲《你被寫在我的歌裡》               | 張彬彬                                             |
| 2018     | 12月31日 | 浙江衛視 | 《2018浙江衛視跨年演唱會》                 | 單獨舞蹈《Despacito》 合唱歌曲《超級英雄》 | 李晨、鄭愷、陳赫、王祖藍、Angelababy               |
| 2019     | 2月4日   | 央視     | 《2019年中央廣播電視總台春節聯歡晚會》     | 合唱歌曲《中國喜事》                       | 張藝興、鍾漢良、周冬雨、鳳凰傳奇                   |
| 2019     | 2月5日   | 央視     | 《「百花迎春」中國文學藝術界春節大聯歡》   | 合唱歌曲《我的新時代》                     | 李易峰、蔣璐霞、杜江                               |
| 2019     | 12月31日 | 東方衛視 | 《夢圓東方2020東方衛視跨年盛典》           | 歌曲《野蠻生長》                           | 不適用                                             |
| 2020     | 6月7日   | 湖南衛視 | 《出手吧兄弟，芒果扶貧雲超市大直播》       | 歌曲《慢慢喜歡你》                         | 不適用                                             |
| 2020     | 9月30日  | 央視     | 《中國夢•祖國頌—國慶特別節目》             | 合唱歌曲《好兒好女好家園》                 | 任嘉倫、雲朵                                       |
| 2020     | 10月30日 | 江蘇衛視 | 《快手一千零一夜 》                        | 歌曲《一千零一個願望》                     | 不適用                                             |
| 2020     | 12月31日 | 東方衛視 | 《夢圓東方2021跨年盛典》                   | 歌曲《打起手鼓唱起歌》                     | 不適用                                             |
| 2021     | 2月11日  | 央視     | 《2021年中央廣播電視總台春節聯歡晚會》     | 合唱歌曲《奔跑的青春》                     | 李現、劉浩存、陳立農、THE9、時代少年團             |
| 2021     | 2月12日  | 北京衛視 | 《2021北京衛視春節聯歡晚會》               | 合作小品《蘋果熟了的時候》                 | 宋小寶                                             |
| 2021     | 5月4日   | 央視     | 《奮鬥正青春—2021年五四青年節特別節目》    | 合唱歌曲《青春》                           | 吳磊                                               |
| 2022     | 2月2日   | 騰訊視頻 | 《中國夢‧我的夢—2022中國網絡視聽年度盛典》 | 合唱歌曲《榮耀》                           | 楊洋                                               |
| 2022     | 2月2日   | 騰訊視頻 | 《中國夢‧我的夢—2022中國網絡視聽年度盛典》 | 合唱歌曲《中國夢‧我的夢》                  | 楊洋、肖戰、任嘉倫、楊冪、宋茜、黃軒、周深、宋軼等 |
| 2024     | 2月9日   | 央視     | 《2024年中央廣播電視總台春節聯歡晚會》     | 歌舞節目《舞樂新疆》                       | 王宏偉、于朦朧、艾熱                               |
| 2024     | 2月10日  | 央視     | 《百花迎春--中國文學藝術界2024春節大聯歡》 | 百花送福                                   | 王蒙                                               |

## 主持
| 日期          | 頻道     | 節目名稱                     | 合作藝人                                         |
| 2021年2月12日 | 北京衛視 | 《2021北京衛視春節聯歡晚會》 | 與王源、張國立、春妮、李楊薇、郭煒、雅萌共同主持 |

## 微电影／短片
| 年份   | 片名                  | 角色           | 備註                              | 合作藝人             |
| 2017年 | 《Lost In Your Eyes》 | 神秘女孩       | “時尙芭莎”微电影                  | 吳磊                 |
| 2018年 | 《熱舞吧！青春》      | 小紫           | “OPPO”R15微电影                   | 王一博               |
| 2018年 | 《不期而遇》          | 迪麗熱巴       | “騰訊時尚”微电影                  | 不適用               |
| 2018年 | 《模特》              | 售貨員／模特兒 | “VogueFilm”、“OPPO”聯合出品微电影 | 不適用               |
| 2020年 | 《江湖》              | 女俠           | 「VogueMe」古风实验武侠剧         | 任嘉倫               |
| 2021年 | 《約會》              | 麗麗           | 新浪微博“最美表演”短片            | 不適用               |
| 2021年 | 《造相館》            | 不適用         | 「伊利」聯合廣告短片              | 葛優、華晨宇、陳飛宇 |
| 2022年 | 《鈕扣人生》          | 小金           | “VogueFilm”短片                   | 段奕宏               |